# Акоста, Рафаэль Эдуардо
Рафаэль Эдуардо Акоста Каммарота (исп. Rafael Eduardo Acosta Cammarota; родился 13 февраля 1989 года в Каракасе, Венесуэла) — венесуэльский футболист, полузащитник клуба «Олимпиакос» (Никосия). Выступал за сборную Венесуэлы.

## Клубная карьера
Акоста переехал в Италию в 14 лет и пробовал поступить в футбольную академию «Милана», но не прошёл отбор. После этого он успешно прошёл просмотр в «Кальяри» и присоединился к молодёжному составу. 12 декабря 2007 года в матче Кубка Италии против «Сампдории» Рафаэль дебютировал за команду. Из-за высокой конкуренции Акоста был вынужден в 2010 году отправится в аренду в греческий «Диагорас». 14 марта в матче против «Керкиры» он забил свой первый гол в греческой футбольной лиге. После возвращения из аренды, контракт Рафаэля с «Кальяри» закончился и он стал свободным агентом. В 2011 году он неудачно съездил на просмотр в испанскую «Картахену», но потом устроился в «Мурсию», где играл только за резервную команду «Реал Мурсия Империал».
Летом 2011 года Акоста вернулся в Венесуэлу, где подписал контракт с «Минерос Гуаяна». 14 августа в матче против «Депортиво Ла Гуайра» он дебютировал в венесуэльской Примере. 19 ноября в поединке против «Монагас» Рафаэль забил свой первый гол за «Минерос». В том же сезоне Акоста стал обладателем Кубка Венесуэлы, а в 2014 году помог команде занять второе место в чемпионате.

## Международная карьера
В 2009 году в составе молодёжной сборной Венесуэлы Акоста принял участие в молодёжном чемпионате Южной Америки. В том же году Рафаэль сыграл выступил на молодёжном чемпионате мира в Египте. На турнире он сыграл в матчах против команд Нигерии, Таити и ОАЭ.
20 августа 2008 года в товарищеском матче против сборной Сирии Акоста дебютировал за сборную Венесуэлы.
В 2015 году Акостас попал в заявку на участие в Кубке Америки в Чили. На турнире он был запасным и на поле так и не вышел.

## Достижения
Командные
 «Минерос Гуаяна»
- Обладатель Кубке Венесуэлы — 2011/2012